# Псамон
Псамон (від грецького — «пісок» та — «суще»)  — мікроскопічні організми, що живуть у вологому піску по берегах річок і озер вище рівня води. До складу псамону входять діатомові, протококові, синьо-зелені водорості, найпростіші, коловертки, нематоди, малощетинкові черви тощо. Іноді псамоном називають і мікроскопічні організми, що живуть у прибережних морських пісках.